# Croyde
Croyde – wieś w Anglii, w hrabstwie Devon, w dystrykcie North Devon. Leży 67 km na północny zachód od miasta Exeter i 288 km na zachód od Londynu.